# تالین (پروتئین)
تالین (انگلیسی: Talin) یک پروتئین چارچوب یاخته با وزن مولکولی بالاست که در نواحی تماس سلول با لایهٔ زیرینش و همچنین در مورد لنفوسیت‌ها، در محل تماس سلول-به-سلول بیشتر دیده می‌شود.
این مولکول در سال ۱۹۸۳ توسط کیث باریج و همکارانش کشف شد و یک پروتئین سیتوزول است که در همه‌جای آن حضور دارد و در نواحی چسبندگی کانونی بیشتر دیده می‌شود. این پروتئین قادر است به‌طور مستقیم یا غیر مستقیم (از طریق تعامل با وینکولین و آلفا-اکتینین) موجب اتصال اینتگرین با اکتین شود.